# 2011 UB412
2011 UB412, também escrito como 2011 UB412, é um objeto transnetuniano que está localizado no Cinturão de Kuiper, uma região do Sistema Solar. Este corpo celeste é classificado como um cubewano. Ele possui uma magnitude absoluta de 7,9 e tem um diâmetro estimado com cerca de 116 km.

## Descoberta
2011 UB412 foi descoberto no dia 24 de outubro pelo astrônomo M. Alexandersen.

## Órbita
A órbita de 2011 UB412 tem uma excentricidade de 0,056 e possui um semieixo maior de 43,423 UA. O seu periélio leva o mesmo a uma distância de 45,849 UA em relação ao Sol e seu afélio a 52,927 UA.